# Tournefortia angustiflora
Tournefortia angustiflora är en strävbladig växtart som beskrevs av Hipólito Ruiz López och Pav. Tournefortia angustiflora ingår i släktet Tournefortia och familjen strävbladiga växter. Inga underarter finns listade i Catalogue of Life.